# Emballonura atrata
Emballonura atrata es una especie de murciélago microquiróptero de la familia Emballonuridae.

## Distribución
Es  endémica de Madagascar.

## Estado de conservación
Se encuentra amenazada de extinción por la pérdida de su hábitat natural.